# Coltell de Gebel el-Arak
El coltell de Gebel el-Arak és un ganivet de 25,5 cm, datat del 3300 al 3200 ae (final de Naqada III), en el període protodinàstic d'Egipte; quan fou adquirit al Caire s'afirmava que havia estat trobat al llogaret de Gebel el-Arak, al sud d'Abidos.

## Característiques
La fulla n'és de sílex i el mànec d'ivori, d'ullal d'hipopòtam. El mànec està tallat en baix relleu: en una cara hi ha una escena de batalla i en l'altra una de mitològica.
En l'escena mitològica es palesa la influència mesopotàmica: mostra el déu El amb vestit mesopotàmic, flanquejat per dos lleons que simbolitzen les estreles del matí i de la tarda (actualment ambdues s'identifiquen amb Venus. Sembla ser una representació del motiu mesopotàmic del senyor dels animals. En aquest costat del mànec hi ha una protuberància foradada que serviria per unir la fulla al mànec; també podria haver contingut un cordill per penjar el coltell.
El ganivet actualment s'exhibeix al Museu del Louvre (catalogat I 11517). Un altre coltell de material semblant però en pitjor estat de conservació es troba al Museu Metropolità d'Art.

## Galeria d'imatges

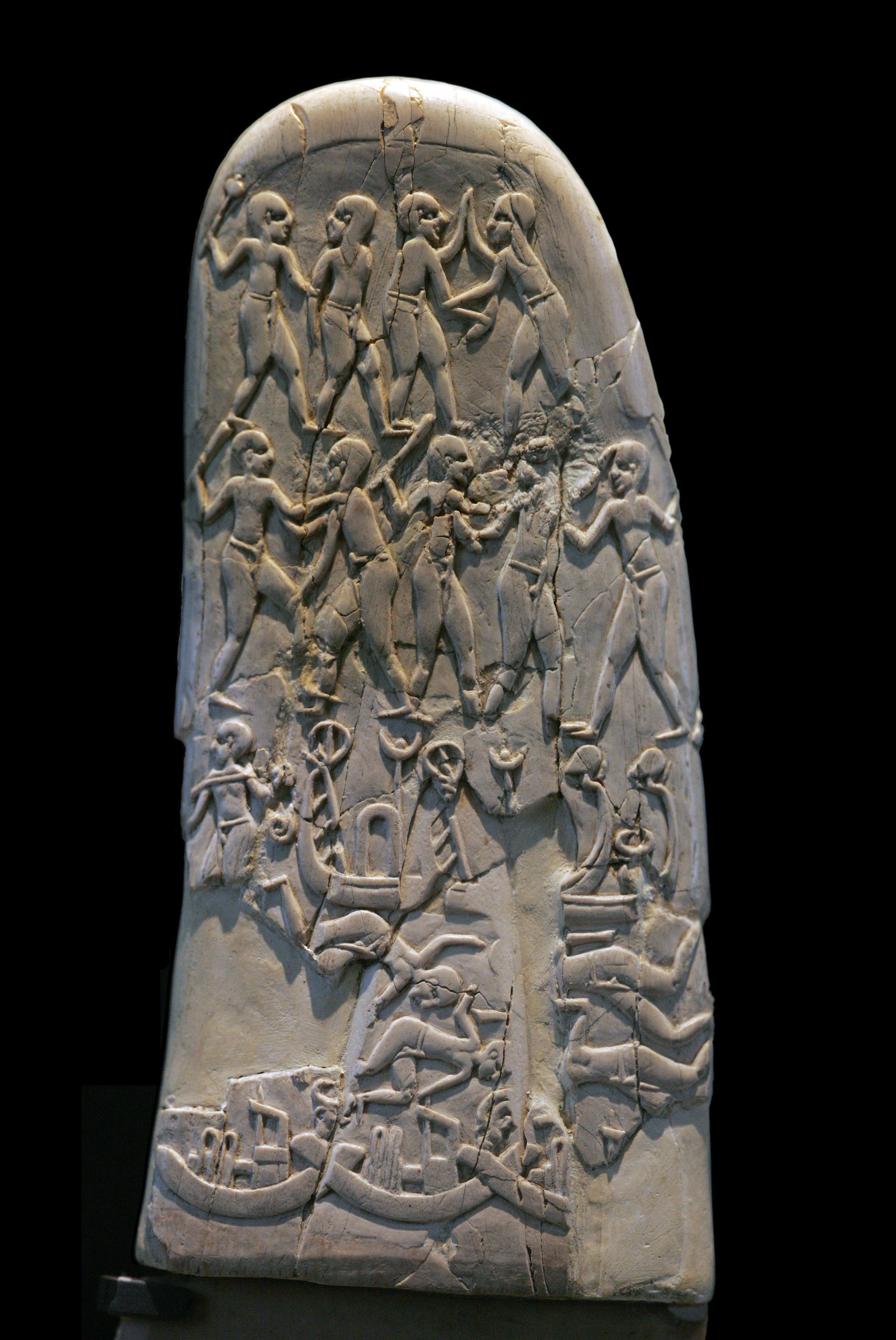
Vista davantera del ganivet
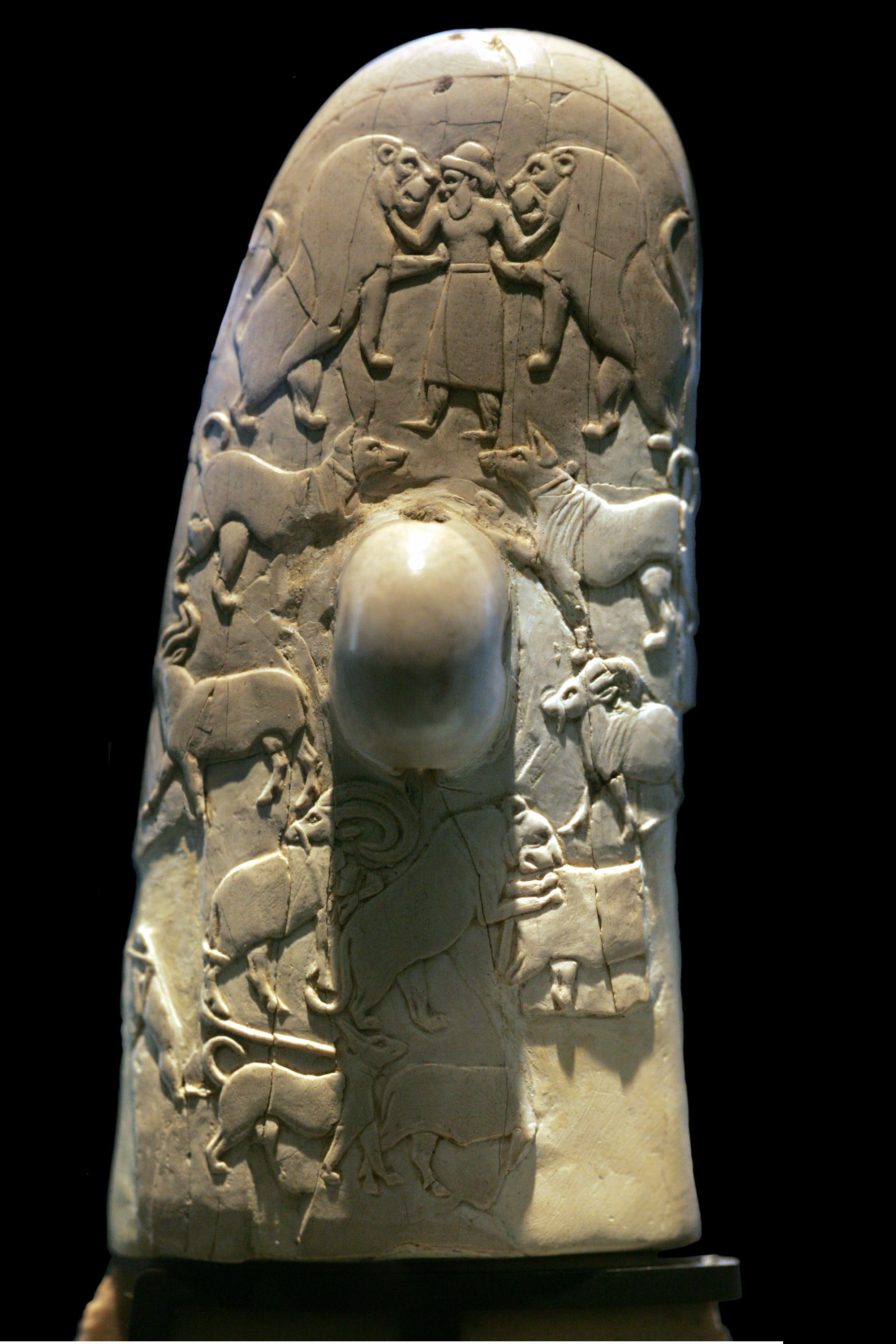
Vista posterior del ganivet